# Jim Alder
Jim Alder (eigentlich James Noel Carroll Alder; * 10. Juni 1940 in Glasgow) ist ein ehemaliger britischer Langstreckenläufer.

## Leben
Jims Vater starb in den letzten Kriegstagen, seine Mutter 1947 an Tuberkulose. Jim wurde zur Adoption freigegeben und wuchs in Morpeth bei Newcastle auf. Er lernte Maurer und übte diesen Beruf sein Leben lang aus. Er trainierte häufig allein, mit vielen harten Tempoläufen, Cross-, Straßen- und Bahnrennen.
1964 folgte einem fünften Platz beim East Riding & Yorkshire Marathon in 2:23:12 h ein vierter Platz beim Polytechnic Marathon in 2:17:46 h. Für die Olympischen Spiele in Tokio musste er jedoch Basil Heatley, Brian Kilby und Ron Hill den Vortritt lassen. Stattdessen trat er am 17. Oktober bei einem Zwei-Stunden-Lauf 1964 in Walton-on-Thames an und legte 37.994 m zurück. Die Zwischenzeit von 1:34:01,8 h für 30.000 m wurde als Weltrekord anerkannt.
1966 gewann er für Schottland startend bei den British Empire and Commonwealth Games in Kingston Bronze über sechs Meilen und siegte im Marathon in 2:22:08 h. Dabei verirrte er kurz vor dem Ziel wegen fehlender Streckenposten auf den Parkplatz und fing erst auf der Zielgerade Bill Adcocks ab, der ihn währenddessen überholt hatte. Bei den Leichtathletik-Europameisterschaften in Budapest wurde er Neunter über 10.000 m und beim Košice-Marathon Zweiter.
Im Jahr darauf siegte er bei der Englischen Marathon-Meisterschaft in 2:16:08 h und wurde beim Fukuoka-Marathon Fünfter in 2:14:45 h. 
1968 wurde er beim Karl-Marx-Stadt-Marathon Vierter in 2:14:15 h und bei der Englischen Marathon-Meisterschaft Dritter in 2:16:37 h. Beim Marathon der Olympischen Spiele in Mexiko-Stadt erreichte er nicht das Ziel.
Im darauffolgenden Jahr wurde er jeweils Dritter bei der Belgischen Marathon-Meisterschaft und beim Maxol Marathon. Beim Marathon der EM 1969 in Athen holte er Bronze in 2:19:06 h.
1970 wurde er Schottischer Meister im Marathon und gewann beim Marathon der British Commonwealth Games in Edinburgh Silber in 2:12:04 h. Am 5. September holte er sich in London mit 1:31:30,4 h den Weltrekord über 30.000 m zurück.
1971 wurde er Sechster beim Maxol Marathon, 1972 gewann er einen Marathon in Blyth, und 1973 wurde er Dritter beim Enschede-Marathon.
Als Repräsentant Schottlands nahm er viermal an den Crosslauf-Weltmeisterschaften teil mit folgenden Platzierungen:
- 1973 in Waregem: 57
- 1974 in Monza: 88
- 1975 in Rabat: 101
- 1976 in Chepstow: 96

Dreimal wurde er Schottischer Meister im Crosslauf (1962, 1970, 1971). Fünfmal gewann er das Morpeth to Newcastle Road Race (1965, 1969–1971, 1974). Er ist der Besitzer einer Baufirma und trainiert ehrenamtlich die Leichtathleten der Morpeth Harriers.

## Persönliche Bestleistungen
- 6 Meilen: 27:28,50 min, 12. Juli 1968, London
- 10.000 m: 28:50,6 min, 1. August 1969, London
- 20.000 m: 59:24,0 min, 9. November 1968, Leicester (Zwischenzeit)
- Stundenlauf: 20.200 m, 9. November 1968, Leicester
- 25.000 m: 1:15:34,4 h, 5. September 1970, London (Zwischenzeit)
- 30.000 m: 1:31:30,4 h, 5. September 1970, London (britischer Rekord)
- Marathon: 2:12:04 h, 23. Juli 1970, Edinburgh